# Alipta crenistria
Alipta crenistria es una especie de molusco gasterópodo de la familia Cerithiopsidae en el orden de los Sorbeoconcha.

## Distribución geográfica
Se encuentra en Nueva Zelanda